# Marcel Régnier (homme politique)
Pour les articles homonymes, voir Régnier et Marcel Régnier.
Marcel Régnier, né le 16 février 1867 à Billy (Allier) et mort le 27 juillet 1958 à Paris, est un homme politique français, député puis sénateur de l'Allier.

## Biographie
Après des études secondaires à Moulins (Allier) et Clermont-Ferrand (Puy-de-Dôme), il obtient en 1891 une licence en droit à la faculté de droit de Paris.
Avocat au barreau de Moulins, il est aussi journaliste et administrateur de société. Marcel Régnier est propriétaire du journal Progrès de l'Allier, où il écrit régulièrement des articles.
Il est l'un des douze secrétaires du comité exécutif du Parti républicain, radical et radical-socialiste en 1904.
Lors d'une élection partielle, le 1er mars 1903, il devient député en remplacement du docteur Jules Gacon devenu sénateur. Il s'inscrit au groupe de la gauche radicale socialiste. En 1906, il est réélu député de l'arrondissement de Lapalisse. Il est membre de la Commission du budget et se signale en 1908 comme rapporteur de la question des chemins de fer. Il n'est pas réélu en 1910. Le 11 janvier 1920, il est élu sénateur de l'Allier en remplacement de Pierre Ville, décédé. En 1833 il est nommé rapporteur général du budget.
Il devient ministre de l'Intérieur en novembre 1934 dans le gouvernement Pierre-Étienne Flandin, puis ministre des Finances en juin 1935 dans le 4e gouvernement Pierre Laval et, aux mêmes fonctions, dans le gouvernement Albert Sarraut.
Le 16 juin 1936, le Sénat l'élit président du comité financier de la Caisse d'amortissement.
Marcel Régnier a été président du Sanciau, association des Bourbonnais de Paris.
Il est enterré au cimetière de Billy.

## Mandats politiques

### Fonctions électives
- Maire de Billy (Allier) de 1904 à 1944.
- Conseiller général du canton de Varennes-sur-Allier (Allier) de 1895 à 1931
- Président du conseil général de l'Allier de 1914 à 1931.
- Député de l'Allier de 1903 à 1910.
- Sénateur de l'Allier de 1920 à 1938.

### Fonctions gouvernementales
- Ministre de l'Intérieur du gouvernement Pierre-Étienne Flandin (1) du 8 novembre 1934 au 1er juin 1935.
- Ministre des Finances du gouvernement Pierre Laval (4) du 7 juin 1935 au 24 janvier 1936.
- Ministre des Finances du gouvernement Albert Sarraut (2) du 24 janvier au 4 juin 1936.